# ノワール (アニメ)
『ノワール』 (NOIR) は、2001年4月5日より同年9月27日までテレビ東京で放送されたテレビアニメ作品。全26話。
「銃と少女」というコンセプトのもと、美少女ガンアクション三部作の第1作に位置づけられており、後年には第2作『MADLAX』（2004年）、第3作『エル・カザド』（2007年）が順次制作された。

## ストーリー
パリで暗殺代行業を営む一匹狼の女性、ミレイユ・ブーケには、幼少の頃に家族を殺害された過去がある。ある日、夕叢霧香と名乗る日本の女子高生から「Make a Pilgrimage for the Past, with me」（あなた〈ミレイユ〉と私〈霧香〉の過去への巡礼）という文面に顔写真が添付された不思議なメールを受け取る。ばかばかしいと思い、削除しようとした矢先、メールから流れたオルゴールの音楽を耳にしたミレイユは、驚愕する。その奏でられるメロディこそ、かつてブーケ一家が惨殺された日、殺害現場で両親が所有する懐中時計（オートマタ機能）から流れていたメロディそのものだった。
ミレイユは霧香が一家惨殺の真相に関与していると踏み、オルゴールの曲について尋ねるためにも日本へと飛ぶが、霧香は過去の記憶を失っていた。そしてミレイユは、霧香が記憶を失いながらも、類まれなる戦闘能力を有していることを目の当たりにする。ミレイユは「一家の復讐を遂げる」、霧香は「失われた自己を取り戻す」という互いの目的から一緒にパリへと赴き、2人で暗殺ユニット「ノワール」を結成する。当初こそ2人の関係は噛み合わなかったが、さまざまな依頼をこなすうちに2人は利害を超えた真のパートナーとしての絆に目覚めていく。
しかし、そんなミレイユと霧香のもとへ、秘密組織「ソルダ」の最高幹部の1人、アルテナが子飼いの手錬であるクロエを送り込んできた。クロエは霧香に対して異常な執着を見せ、クロエと霧香の2人が「真のノワール」にふさわしいと口にする。アルテナは、かつてソルダがおこなっていた真のノワール選出の儀式を復活させ、世俗化したソルダを原初の姿に戻そうともくろんでいた。
やがて、ブーケ一家惨殺事件の犯人が幼い霧香であったことが判明する。ミッションをこなしていくうちに絆を深めていた霧香こそが、自分の両親の仇敵であることを知り、ミレイユは動揺する。一方、霧香はクロエと共にアルテナが待つ荘園に赴き、真のノワール選出の儀式へと臨む。そして、ミレイユはたとえ仇敵であったとしても、霧香は現在ではかけがけのないパートナーであると思いなおし、霧香奪還のために、自らも荘園へと赴く。
クロエは真のノワール復活を阻止する者としてミレイユを排除しようとするが、クロエがミレイユを追い詰めたときに、霧香はミレイユを助けるためにクロエを倒し、クロエは自分が霧香に選ばれなかったことを嘆きながら絶命する。そして、アルテナは、霧香とミレイユが過酷な試練を乗り越え、深い絆で結ばれた真のノワールとなったことを確信し、満足しながら死んでいった。ソルダ内でアルテナと対立していた評議員たちは、アルテナが死に、霧香とミレイユが生き残ったことを祝福するが、2人は評議員たちに目もくれず、パリへの家路を急いだ。

## 登場人物

### 「真のノワール」候補
夕叢 霧香（ゆうむら きりか）
声 - 桑島法子
主人公。神奈川県立椿高等学校に在籍する女子高生だが、アルテナの意図により「真のノワール」への階段へと登らせられる目的から、「生死の鍛錬」として差し向けられた刺客と常に戦っていた。
過去の記憶を失っている中、唯一記憶していたのが「ノワール」という言葉のみ。上記の高校の学生証を自己の縁として保持し続けている。当初はおとなしい無口な少女であり、感情を表に出すことがほとんど無かったが、迷い猫に情をよせたり、ミレイユの無事を確認し笑顔を見せるなど、徐々に心優しい性格を表すようになる。人を殺すことで悲しみを感じない一方で「人を殺したことを悲しくないのが悲しい」という、矛盾した感情を持っているため、苦悩し続ける。ある出来事をきっかけに幼少期から植え付けられた「深い闇」が覚醒し、「暗黒回帰」という形で「真の暗殺者」としての本能が呼び起こされる。
口癖は「よいしょ」。フランス国旗がプリントされたTシャツ、白いワンピースなど、服装が頻繁に変わっているが、後半になると日本出国する際に着ていた白いパーカーをよく着用するようになる。特に第13話から第21話までは、白いパーカーの下に水色のキャミソールという服装で行動している。そして、21話までピンクのズックを愛用している。
イタリア・ベレッタ社製のベレッタM1934を愛用する。銃器類のみならず、身軽な動きを楽にこなし、さまざまな戦闘技術・能力に秀でる。ミレイユ曰く、「殺しの技術に長け、裏社会に精通し、あらゆる言語を話す」（第6話）。過去の記憶を消され、家族も偽物、学生証も偽造、身元を隠すためのあらゆる措置がソルダによって講じられているため、本名・国籍など一切の素性は不明。

ミレイユ・ブーケ
声 - 三石琴乃
もう一人の主人公。裏世界において、「最も信頼の置ける殺人代行業者」と囁かれる凄腕の殺し屋。コルシカ・マフィアの有力者の家に生まれるが、幼少期にミレイユを除く一家全員（両親と兄）を殺害され、母方の叔父であるクロード・フェデーに連れられてコルシカを出る。それ以降クロードによって養育され、同時に殺しの手ほどきを受けており、「仕事」に関する事を一通り教わった。
日本で霧香と出会い、暗殺ユニット「ノワール」を結成するが、「素性を知っている者を生かしておく訳にはいかない」という理由から、すべての真実が分かった時に霧香を殺す宣告をしている。当初は素性が知れない霧香に冷たい態度で接し、互いに銃を向けることもあったが、次第に心を許すようになる。
霧香がミレイユの元を離れた後、アルテナ派を始末したい現実主義派に属するソルダの派閥との接触で、霧香の居場所をつかむ。そして暗黒回帰に陥った霧香を救うべく「荘園」に向かう。襲いかかる霧香に立ち向かい失われた記憶の中に息づくオデットの意志を呼び起させ、霧香に植え付けられた深い闇の呪縛を解き放ち正気に戻すことに成功し、霧香と共に全ての元凶であるアルテナに立ち向かう。
赤い服に赤い傘、赤いビキニなど、色が赤い物を好んでいる。教養もあり、特に文学に関する知識が豊富で事あるごとに文学作品のセリフや、著者の言葉を引用している（1話でヘミングウェイ、10話でエドガー・アラン・ポーの言葉、23話で『不思議の国のアリス』のセリフ、など）。
ドイツ・ワルサー社製ワルサーP99を愛用する。戦闘能力は常人にしては十分高いと言えるのだが、超人的な身体能力を持つ霧香やクロエに比べると一段劣る。

クロエ
声 - 久川綾
アルテナに育てられた少女。戦闘能力は極めて高く、暗黒回帰した霧香とほぼ同等。終盤に霧香と剣で戦うことになり、終始互角だったのだが、最終的に霧香に剣を折られて敗北する。幼い頃にブーケ一家を霧香が暗殺した光景を見たことで、彼女に対し強い憧れを持ち、霧香のような暗殺者になりたいと願うようになる。霧香と共に「真のノワール」に選ばれることを目標としている。
一見すると冷静沈着な性格だが、ミレイユに心を傾ける霧香を見て嫉妬心を覚えるなど、やや利己的な性格を持ち合わせている。また、任務の際は相手を情け容赦なく殺害する冷酷さを持っている半面、アルテナの前では常に甘えて子どもっぽい振る舞いを見せるなど、精神的にアンバランスな一面もある。
愛用の武器は短剣を主とする刃物類で、特に刀身に複数の穴があいた特殊なナイフと、大柄で殺傷力の高いナイフを常用している。間合いが離れている相手には特殊ナイフをスローイング、近距離の相手には大柄ナイフで直接切りつける、という風に用途に合わせて使い分けている。
霧香同様、本名・国籍等の素性は一切不明。

### ソルダ
アルテナ
声 - TARAKO
ソルダの最高幹部の1人で、次期司祭長候補。女性神官またはシスターを思わせる、落ち着いた印象の女性。スペインとフランスの国境付近にある「荘園」と呼ばれる地で、中世さながらの生活を送りながら、自分に忠実なクロエに指示を送っている。
ソルダの原点ともいうべき戦火の惨状の中で産まれ育ち、その実体験からソルダの大いなる回帰（「グラン・ルトゥール」）を主張し、ソルダ内で多くの支持者を得ているが、敵も多い。
「慈母」とあがめられる慈愛の持ち主だが、同時に「死を司る」とも畏れられ、目的のためであれば、ソルダも、慈しんでいたクロエも、己自身すらも祭壇の羊として生贄にする非情さを持ち、人を撃つ際にはまったくためらいのない正確さを見せる。
「地は悪に満ち、人は自ら悪を為す。愛で人を殺せるのなら、憎しみで人を救えもするだろう」という言葉が、彼女の思想を端的に表している。
ボルヌ（後述）たちアルテナ派は、そろってソルダの紋章が刻まれた特製のワルサーPPKを使っているが、アルテナ自身はソルダの紋が刻まれていないエンフィールド・リボルバーを使用する。

レミ・ブレフォール
声 - 銀河万丈
ソルダ内部に存在する反アルテナ派の1人。ソルダ評議会の遣いでノワールを自分の勢力に組み込もうとする。ミレイユたちにある程度は同情的。

評議員
声 - 川久保潔、筈見純、佐藤正治、中村秀利
ソルダ最高評議会の構成メンバー達。今の世界＝現実主義を信奉する「ソルダ」の維持を望んでおり、原初ソルダへの回帰「グラン・ルトゥール」を掲げるアルテナと対立し、危険視している。最高評議会は反アルテナ派の牙城であり、「真のノワール」結成を妨害し「グラン・ルトゥール」成立を阻止しようと画策する。霧香がアルテナの元に戻ってしまった後は、グラン・ルトゥール成立に備え、ミレイユを懐柔して評議会側に引き込み、その上でノワールとして荘園に送り込んでアルテナを倒させようと企らむ。そしてすべてが終わった後、2人を追って荘園に駆けつけるが、ミレイユに一喝され、一顧だすらされなかった。

ボルヌ
声 - 勝生真沙子
アルテナの同志の女性。アルテナと同じように神官またはシスターと思われる格好をしている。アルテナに心酔して全権をゆだね、彼女が次期司祭長になる事を望んでいたが、自分達の期待を裏切るアルテナの真意を聞かされて逆上し、拳銃を向けるが逆に射殺される。

マレンヌ
声 - 篠原恵美
アルテナの同志の女性。アルテナと同じように神官またはシスターと思われる格好をしている。修道服の下に甲冑にも似た防弾チョッキで守りを固め、西洋剣を振るって霧香とミレイユを圧倒したが、最後は霧香が放つナイフで盆の窪を射抜かれ絶命する。

### ストーリーに影響を成す主な登場人物
ユーリ・ナザーロフ
声 - 堀勝之祐
元KGB将校。政治的背景を隠れ蓑に個人的な復讐に基づく「民族浄化」（タシキール人虐殺）を実行した人物。退役後は病気で余命幾ばくもない状況にもかかわらず、日々難民のために尽くし、「聖者」と崇められるようになる。1匹の猫を飼い、ドストエフスキーの『白痴』に由来する名前「ムイシュキン侯爵」と名付けている。

シルヴァーナ・グレオーネ
声 - 冬馬由美
シシリアに幽閉されていたシシリアのマフィアの後継者。長髪で左目を隠した髪形。「イントッカービレ（侵すべからざる者）」や「世界一凶暴な姫君」などの異名で知られている。マフィアの規律を大事にしており、それを乱すものは父親でも容赦なく裁く。幼い頃のミレイユは彼女と知り合いで、幼少期に恐怖を感じる一面を見て以来、大人になっても恐怖で金縛りになるほど恐ろしいイメージを持たされていた。武器は短剣。

シャオリー
声 - 高乃麗
台湾にいる殺手（暗殺者）。裏世界では「冷眼殺手」の異名で知られている。ソルダと決別した台湾の黒社会に雇われている。暗殺の主な手段は毒殺。致死性の毒を塗った自分の爪を相手の肌に当てることで殺害する。

ミロシュ・ハベル
声 - 関俊彦
チェコスロバキア出身の元外国人部隊兵士。ギアナで勲功をあげた後、人を撃って勲章をもらうことに嫌気がさし、パリで絵を描きながら悠々自適の生活を送っていた。しかし「自分のような人間に出来る仕事は殺人以外に無い」と考えており、その後、外人部隊に再志願することを決意する。霧香が心を許す数少ない人物の一人。

クロード・フェデー
声 - 大塚芳忠
ミレイユの母親オデットの弟で、ミレイユの叔父。ブーケ一家惨殺事件の後、ミレイユを連れてコルシカ島を脱出する。ミレイユを養育し、暗殺技術を教え込んだ。しかし、その脱出はソルダの命に服することと引き換えであり、その命に従って霧香を暗殺しようとする。

オデット・ブーケ
声 - 三石琴乃
ミレイユの母。ミレイユが「真のノワール」候補としてソルダに委ねられることを拒むことで、ソルダの戒律に背くこととなり、アルテナに育成された幼少期の霧香の手によって「処刑」される。アルテナの「愛で人を殺せるのなら、憎しみで人を救えもするだろう」というイデオロギーに対し、自分を殺そうとしている霧香に対して「確かに、愛で人を殺すことはある。だが憎しみは決して人を救いはしない。」と説いた。暗黒回帰にとらわれた霧香はこれを思い出し、正気を取り戻した。

## 用語解説
ソルダ
1000年以上前から存在する謎の組織。現在では世界の中枢を陰から支配し、世界そのものと化している。
本来は戦火の被災者が手段を選ばず他の被災者を救い、私欲で戦災を起こしたものを討つ、悪をもって悪しき世界に一矢報いる組織だったが、組織が発展して世界そのものとなるとそうも言っておられず、原点を忘れ当初の理想とは別の、私欲で戦災を起こす組織になってしまった。
戦災の地獄の中で育ち、ソルダの原点を皮膚感覚で感じて生きてきたアルテナを中心とする原理主義的なグループと、それを知らずソルダの富と権力の維持を望む最高評議会を中心とする現実主義的なグループが対立している。
組織の長は司祭長と呼ばれ、アルテナがノワールを復活させれば次期司祭長となり、ソルダの全権を握ること、そして原点回帰（「グラン・ルトゥール」）のために組織の内外に血の雨を降らせることがほぼ確実視されていた。
ちなみにLes Soldats（ソルダ） とは、英語でThe Soldiers（兵士）の意味である。

真のノワール
固い絆で結ばれ、闇の世界で生きる事を誓い合った2人の乙女。死を司り、いかなる敵をも打ち倒すと言われている。その強さは幾万もの兵士に勝り、聖母の慈愛と死神の冷酷を併せ持つ。かつては荘園で少女たちが生死をかけた闘いを繰り広げ、生き残った2人が任命されていたようだが、現在では真のノワールを選出する儀式は行われていない。
アルテナ派は真のノワールを選出する儀式の復活をソルダの原点回帰の象徴としようと考え、3本の苗木（霧香・ミレイユ・クロエ）を真のノワールの候補に選んでいた。しかし、アルテナの真の狙いは原初ソルダの理念や思想がゆがめられ、時代と共にいつしか当初の理想を失った現実主義的な「ソルダ」に堕落したことに悲観し、「ノワール」という伝説の存在を盾に、「ソルダ」の内部浄化と世界の原点回帰を誘導する突破口となる一手段として、真に世界を変革させる2人の乙女を生み出すことにあった。アルテナはそのためならクロエやアルテナ派の同志たち、そしてアルテナ自身をも「祭壇の羊」（原点回帰成就に対する生贄）として心身を捧げることで、さらなる深い闇に覆われた黒き手の乙女たち、つまり「真のノワール」が「完成」するよう仕向けた。

ノワール
かつてはいわゆる「真のノワール」を指す言葉だったが、次第に本来の意味は忘れさられ、裏社会では半ば伝説的な存在となった。そのため、これにあやかってノワールと名乗る殺し屋が現れ、いつの時代に何組のノワールがあったかすら定かではない。

## 最終回について
最終回のラストシーンで、二発の銃声が流れる。この銃声について、ソルダの評議員が霧香とミレイユを撃った、霧香とミレイユがお互いを撃った、ソルダの評議員の霧香とミレイユに対する祝砲など、ファンの間でさまざまな憶測が飛んでいるが、真実は定かではない。

## スタッフ
- 原案・構成・脚本 - 月村了衛
- 監督・音響演出 - 真下耕一
- キャラクターデザイン - 菊地洋子、芝美奈子、宮地聡子
- メカニカルデザイン - 寺岡賢司
- 色彩設計 - 片山由美子
- 美術監督 - 小山俊久
- 撮影監督 - 森下成一、武原健二
- 編集 - 森田清次
- 音楽 - 梶浦由記
- プロデューサー - 北山茂
- アニメーションプロデューサー - 江川功爾憲、神林名里
- 制作 - ビィートレイン
- 製作 - ビクターエンタテインメント

## 主題歌
オープニングテーマ「コッペリアの柩」
作詞 - 宝野アリカ / 作曲 - 片倉三起也 / 歌 - ALI PROJECT
エンディングテーマ「きれいな感情」
作詞・作曲・歌 - 新居昭乃 / 編曲 - 保刈久明
挿入歌
「Indio」（第21話）
作詞・作曲・編曲 - 梶浦由記 / 歌 - chiaki
「a farewell song」（第23話）
作詞・作曲・編曲 - 梶浦由記 / 歌 - 笠原由里

## 各話リスト
| 話数   | サブタイトル               | 絵コンテ   | 演出     | 作画監督            |
| ------ | -------------------------- | ---------- | -------- | ------------------- |
| 第1話  | 黒き手の処女（おとめ）たち | 真下耕一   | 真下耕一 | 大澤聡              |
| 第2話  | 日々の糧                   | 橘正紀     | 橘正紀   | 門智昭              |
| 第3話  | 暗殺遊戯                   | 川崎逸朗   | 川崎逸朗 | 鍋田香代子 入江健司 |
| 第4話  | 波の音                     | 有江勇樹   | 有江勇樹 | 芝美奈子            |
| 第5話  | レ・ソルダ                 | 多田俊介   | 川面真也 | 津幡佳明            |
| 第6話  | 迷い猫                     | 山本秀世   | 山本秀世 | 大澤聡              |
| 第7話  | 運命の黒い糸               | 真下耕一   | 橘正紀   | 植田実              |
| 第8話  | イントッカービレ ACTE I    | 川崎逸朗   | 川崎逸朗 | 鍋田香代子 入江健司 |
| 第9話  | イントッカービレ ACTE II   | 川崎逸朗   | 川崎逸朗 | 鍋田香代子 入江健司 |
| 第10話 | 真のノワール               | 有江勇樹   | 有江勇樹 | 芝美奈子            |
| 第11話 | 月下之茶宴                 | 多田俊介   | 川面真也 | 植田実              |
| 第12話 | 刺客行                     | 山本秀世   | 山本秀世 | 宮地聡子            |
| 第13話 | 地獄の季節                 | 橘正紀     | 橘正紀   | 津幡佳明            |
| 第14話 | ミレイユに花束を           | 山野あきら | 有江勇樹 | 大澤聡              |
| 第15話 | 冷眼殺手 ACTE I            | 山本秀世   | 山本秀世 | 芝美奈子            |
| 第16話 | 冷眼殺手 ACTE II           | 山本秀世   | 山本秀世 | 江森真理子          |
| 第17話 | コルシカに還る             | 山野あきら | 川面真也 | 津幡佳明            |
| 第18話 | 私の闇                     | 橘正紀     | 橘正紀   | 大澤聡              |
| 第19話 | ソルダの両手               | 有江勇樹   | 有江勇樹 | 芝美奈子            |
| 第20話 | 罪の中の罪                 | 山本秀世   | 山本秀世 | 田中雄一            |
| 第21話 | 無明の朝                   | 川面真也   | 川面真也 | つばたよしあき      |
| 第22話 | 旅路の果て                 | 橘正紀     | 橘正紀   | 大澤聡              |
| 第23話 | 残花有情                   | 川本つよし | 有江勇樹 | 江森真理子          |
| 第24話 | 暗黒回帰                   | 山本秀世   | 山本秀世 | 芝美奈子            |
| 第25話 | 業火の淵                   | 橘正紀     | 川面真也 | つばたよしあき      |
| 第26話 | 誕生                       | 川本つよし | 有江勇樹 | 大澤聡              |

## 放送局
| 放送地域   | 放送局       | 放送期間               | 放送日時                  | 放送系列       | 備考           |
| ---------- | ------------ | ---------------------- | ------------------------- | -------------- | -------------- |
| 関東広域圏 | テレビ東京   | 2001年4月5日 - 9月27日 | 木曜 25:15 - 25:45        | テレビ東京系列 |                |
| 日本全域   | アニマックス | 2014年3月3日 - 4月8日  | 月曜 - 金曜 25:30 - 26:00 | CS放送         | HDリマスター版 |

## DVD
個別に発売された物のほか、2007年3月に発売されたコレクターズBOXには副音声で英語版が収録されている。ちなみに日本語主音声はステレオで、英語副音声は5.1チャンネルサラウンドである。

## BD-BOX
オリジナル35mmフィルムからHDフルリマスターを敢行したBD-BOXが、2014年2月19日に発売。特典として、アメリカ版に収録されたオリジナル吹き替え英語音声が5.1サラウンドで収録されている。
2001年当時、すでに主流となっていたデジタル方式ではなくセル画を用いたアナログ方式で制作されたため、シーンによってはそれゆえの色むらやセル傷、ピンボケなどが見受けられるが、BD-BOX化の際にはデジタルリマスター作業によって低減されている。

## オフィシャルイベント
Blu-ray Disc BOXの発売に先駆けてフライングドッグ（旧：ビクターエンタテインメント）主催によるオフィシャルスペシャルイベント「『NOIR（ノワール）』BD-BOX発売記念 ～「過去への巡礼」〜 特別オールナイト上映会」がテアトル新宿で開催された。開催日時は2013年12月14日 - 15日未明。
ゲストに霧香役の桑島法子とミレイユ役の三石琴乃を迎え、MCは当時担当プロデューサーだった北山茂が務めた。約1時間超のトークセッションに加え、Blu-ray Disc版本編12話分（1.6.11.13.14.18.21-26話）が上映され、総開催時間は約6時間45分に及んだ。
チケットはテアトル新宿公式ウェブサイト上でオンライン予約形式で販売されたが、当該作品のオフィシャルイベントとしては2001年の放送終了以来初めて開催されるということもあり、座席指定券と劇場窓口販売の立見席券と共に即日完売した。

## 実写版
2010年11月12日にサム・ライミによる実写ドラマ化が噂されている旨が報じられた後、2011年6月20日には正式に始動する旨が報じられた。しかし、2013年1月23日には製作が遅々として進んでいない旨が報じられた。